# Tambacounda
Tambacounda [tambakunˈda] ist eine im östlichen Landesinneren des Senegal zentral gelegene Stadt. Sie ist Hauptstadt der Region Tambacounda und des Départements Tambacounda. Tambacounda ist seit 2013 mit über 107.000 Einwohnern zur ersten senegalesischen Großstadt in der Osthälfte des Landes herangewachsen.

## Geographische Lage

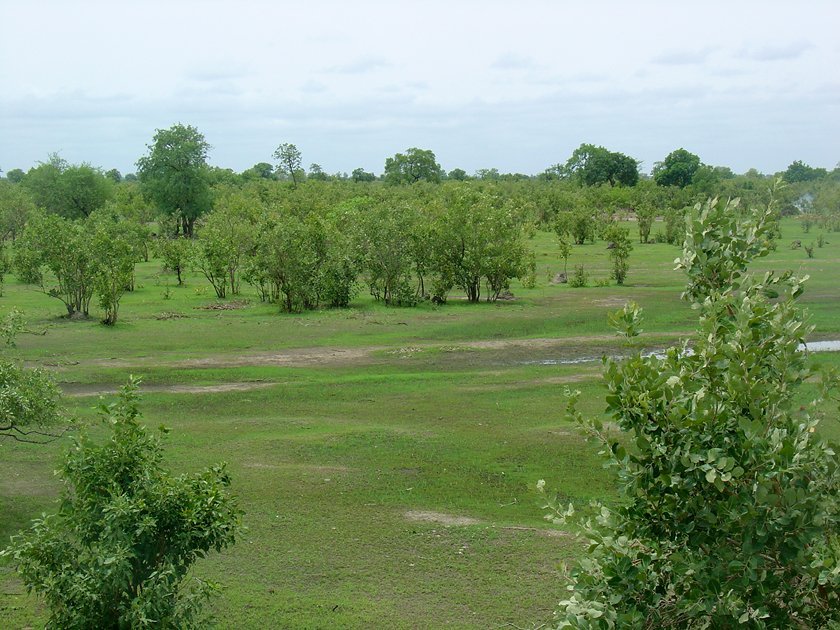
Gegend um Tambacounda in der Regenzeit

Tambacounda liegt in der ostsenegalesischen Trockensavanne rund 35 Kilometer nordöstlich der Stelle, an der der Fluss Gambia in das Staatsgebiet von Gambia wechselt und 12 Kilometer südlich seines rechten nördlichen Nebenflusses Sandougou. Zwischen diesem und dem nördlichen Stadtrand erstreckt sich der Forêt Classée de Botou. Durch den Süden der Stadt zieht sich ein Trockental, das 13 Kilometer weiter westlich bei Missirah in den Sandougou mündet. Der Zugang zum Nationalpark Niokolo-Koba ist knapp hundert Kilometer südöstlich der Stadt zu finden.
Zur Grenze zu Mali im Osten sind es etwa 180 km, nach Dakar sind es 467 km nach Westen.

## Bevölkerung
Die letzten Volkszählungen ergaben für die Stadt jeweils folgende Einwohnerzahlen:
| Jahr | Einwohner |
| ---- | --------- |
| 1976 | 25.735    |
| 1988 | 41.885    |
| 2002 | 67.543    |
| 2013 | 107.293   |
| 2023 | 149.071   |

## Geschichte
Ursprünglich war der Ort ein Lager der Mandinka und Teil des Königreichs Bondu. Innerhalb der Stadt existieren noch einige Spuren aus der Kolonialzeit. So wurden 2003 der Bahnhof, das Hotel de la Gare und das Gebäude der Präfektur auf die  Liste der historischen Denkmäler eingetragen.
Tambacounda ist Sitz des 1989 geschaffenen Bistums Tambacounda.

## Verkehr

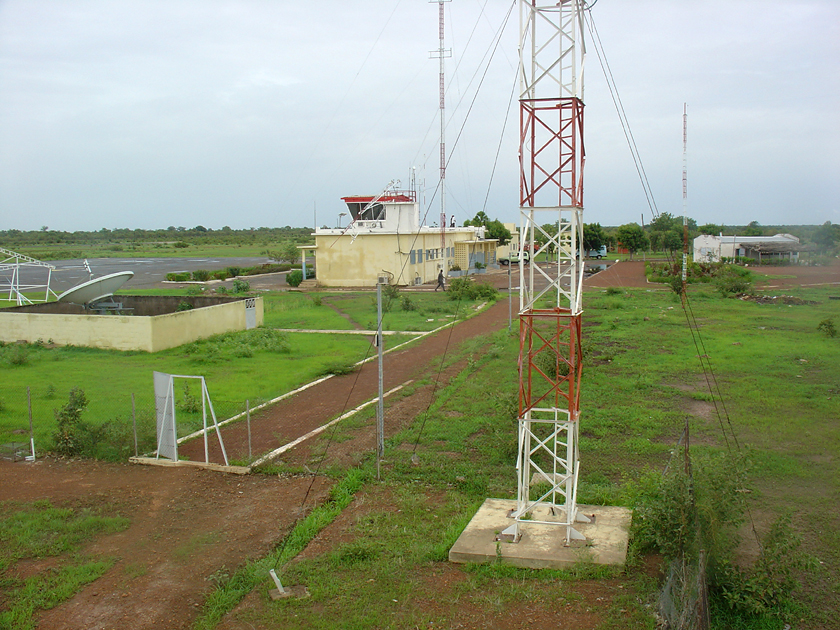
Aérodrome de Tambacounda

Durch die Stadt führt die einzige Eisenbahn-Verbindung (Bahnstrecke Dakar–Niger) des Senegal, welche von der Hauptstadt Dakar bis nach Bamako (Mali) führt.
Tambakounda ist der größte Knotenpunkt im landesweiten Fernstraßennetz des Senegal außerhalb der Hauptstadtregion Dakar. Nationalstraßen gehen von hier in fünf Richtungen aus. Im Stadtzentrum kreuzt sich die parallel zur Bahnlinie von Westen nach Osten führende N 1, eine Teilstrecke des  internationalen Fernstraßenprojektes Dakar-N’Djamena-Highway, mit der N 7, die von dem Straßenknotenpunkt Ourossogui bei Matam im Nordosten nach Kédougou im Südosten führt. Am südlichen Stadtrand zweigt von der N7 die N 6 ab, die einzige inländische Straßenverbindung in die Casamance. Viele Verkehrsteilnehmer meiden die (kürzere) Verbindung zwischen der Casamance und dem Rest des Landes über den Trans-Gambia Highway, da dieser mit zwei Grenzkontrollen und einer Fährpassage über den Gambia verbunden ist und nehmen den Umweg über Tambacounda.
Der Flughafen Tambacounda (Aéroport de Tambacounda) am südöstlichen Stadtrand ergänzt als Kontinental-Flughafen die Verkehrsinfrastruktur der ganzen Region.

## Persönlichkeiten
- Sidiki Kaba (* 1950), Politiker